# پابلو آلوارز
پابلو آلوارز (انگلیسی: Pablo Álvarez؛ زادهٔ ۱۷ آوریل ۱۹۸۴) بازیکن فوتبال اهل آرژانتین است که در پست مدافع بازی می‌کند.
آلوارز از تیم جوانان آرژانتینوس جونیورز، از سال ۱۹۹۵ شروع شد و سپس در سال ۱۹۹۹ به بوکا جونیورز منتقل شد.